# Raión de Vólogda
El raión de Vólogda (ruso: Волого́дский райо́н) es un distrito administrativo (raión) ruso perteneciente a la óblast de Vólogda. Se ubica en el sur de la óblast. Su sede administrativa se ubica en la capital regional Vólogda, cuyo término municipal se enclava en el sureste del raión sin formar parte del mismo, ya que la capital está constituida como un ókrug urbano aparte. Desde 2022, el autogobierno local del raión toma la forma de ókrug municipal, de forma que todo el territorio distrital está gobernado por un solo ayuntamiento, que es independiente del ayuntamiento de Vólogda pese a hallarse la sede de ambos en la misma ciudad.
En 2023, el ókrug municipal tenía una población de 52 745 habitantes. Su territorio se considera completamente rural, ya que no alberga localidades oficialmente clasificadas como urbanas; sin embargo, realmente este raión alberga parte de la periferia urbana de la capital regional. El raión es limítrofe al sur con la óblast de Yaroslavl, y al norte está delimitado por el lago Kúbenskoye.

## Subdivisiones
El ókrug municipal incluye un total de 888 localidades rurales. Antes de la formación del actual ókrug municipal en 2022, el raión municipal se dividía en los siguientes diez asentamientos rurales:
- "Podlesnoye" (con sede en Ogárkovo)
- Sosnovka
- Maiski
- Semiónkovo
- Spáskoye (con sede en Nepotiágovo)
- Kúbenskoye
- Fedótovo
- Nóvlenskoye
- "Prilukskoye" (con sede en Dorozhny)
- "Staroselskoye" (con sede en Striznevo)